# فرنسيسكو خافيير أغيلار غارسيا
فرنسيسكو خافيير أغيلار غارسيا (بالإسبانية: Francisco Javier Aguilar García)‏ (26 مارس 1949 بسانتاندير في إسبانيا - 11 مايو 2020) هو لاعب كرة قدم إسباني في مركز الهجوم. شارك مع منتخب إسبانيا تحت 23 سنة لكرة القدم ومنتخب إسبانيا لكرة القدم. أما مع النوادي، فقد لعب مع راسينغ سانتاندير ورايو فايكانو وريال سبورتينغ خيخون وريال مدريد.

## وصلات خارجية
- فرنسيسكو خافيير أغيلار غارسيا على موقع الاتحاد الأوربي (الإنجليزية)
- فرنسيسكو خافيير أغيلار غارسيا على موقع قاعدة بيانات كرة القدم.إي يو (الإنجليزية)
- فرنسيسكو خافيير أغيلار غارسيا على موقع ناشيونال فوتبول تيمز (الإنجليزية)
- فرنسيسكو خافيير أغيلار غارسيا على موقع عالم كرة القدم.نت (الإنجليزية)